# Colonia Aborigen Chaco
La Colonia Aborigen Chaco (frecuentemente abreviada como Colonia Aborigen) es una comunidad de pueblos originarios de las etnias qom y moqoit, ubicada en los departamentos Veinticinco de Mayo y Quitilipi de la provincia del Chaco, Argentina. El 27 de agosto de 2015 por ley n.º 7657 la Legislatura provincial aprobó la creación del municipio de Colonia Aborigen sobre parte de los departamentos Quitilipi y 25 de Mayo pero sin precisar la jurisdicción del mismo.
Es una de las mayores comunidades indígenas de la Argentina, albergando en 2010 unas 1272 personas sólo en la aglomeración urbana, que comenzó a aglutinar un mayor porcentaje de la población desde que en los años 1990 planes gubernamentales fomentaron la construcción de viviendas en este predio, en lugar de los más habituales ranchos espaciados de 200 a 300 metros a los que estaban acostumbrados sus habitantes.
El lugar es célebre por haberse desarrollado allí la trágica Masacre de Napalpí, una de las mayores matanzas de civiles ocurridas en el país durante el siglo XX. Napalpí es el nombre que tuvo la Colonia hasta 1956, y que hoy designa solamente a un paraje, estación de ferrocarril y colonia cercano.

## Ubicación y accesos
La colonia se fundó alrededor de la actual estación de ferrocarril de Napalpí, en el departamento Veinticinco de Mayo. La misma se encuentra casi equidistante de las poblaciones de Machagai y Quitilipi, y del límite entre ambas; por el tamaño casi idéntico de dichas poblaciones, la cercanía a la reducción y la carencia de una administración propia sus habitantes se hallan muy vinculados a ambas poblaciones. Originalmente ocupaba una extensión de casi 8 leguas, extendiéndose al norte y sur de la Ruta Nacional 16, y ocupando tierras de los departamentos Veinticinco de Mayo y Quitilipi.
El aglomerado urbano —denominado en el censo de 2001 como Colonia Aborigen— se encuentra en el departamento Veinticinco de Mayo, jurisdicción de la municipalidad de Machagai. Se accede a él a través de la ruta provincial 10, que por un camino pavimentado de 6 km que la vincula al norte con la ruta 16, distando de Quitilipi unos 11 km y de Machagai unos 20 km. Al sur la comunica con Haumonia y la ruta provincial 7.

## Historia
El 27 de octubre de 1911 fue fundada la Colonia Aborigen Napalpí por un decreto del presidente Roque Sáenz Peña, como resultado de las gestiones de Enrique Lynch Arribálzaga, quien a su vez había contado con la asistencia de expertos brasileños y fue nombrado delegado del gobierno nacional. Se ubicaba al sur del kilómetro 148 del Ferrocarril Central Norte (hoy estación Napalpí del Ferrocarril General Belgrano), y buscaba integrar a la sociedad a los habitantes originarios del territorio, bajo el manto de una reducción forestal - agrícola.
La población inicial fue de 400 personas, alcanzando unas 1.500 apenas cuatro años después por el éxito de la misma. No obstante, la reducción comenzó a desmoronarse cuando en 1916 Lynch Arribálzaga abandonó la conducción. En 1918 un informe del Territorio Nacional del Chaco ya señalaba la situación crítica de la población. El Gobierno Nacional demostró en un mensaje del presidente Marcelo T. de Alvear de 1922 que no compartía la visión chaqueña, al informar que la colonia se había reorganizado y sus pobladores habían encontrado albergue seguro y protección.
La mala administración, un impuesto de 1924 que les obligaba a entregar el 15% de la producción y el creciente descontento de los indígenas por el tratamiento cercano a la esclavitud que les proporcionaban los colonos europeos y criollos, motivó una serie de incidentes en las cuales los indígenas comenzaron a matar animales y saquear chacras. El 19 de julio de 1924, en la zona conocida como El Aguará (dentro de la colonia, pero algunos kilómetros al sudeste), llegó la reprimenda blanca cuando 130 hombres entre policías, estancieros y civiles de la zona abrieron fuego contra una multitud desarmada que creyó en el aviso de los chamanes de que los dioses los protegerían de las balas; exterminado el núcleo principal la matanza continuó a machetazos, sin discriminar a niños ni mujeres. Solamente quienes se ocultaron en el tupido monte de los alrededores lograron sobrevivir, y tras esconderse unos meses retornaron a su campamento. Este hecho es conocido como la masacre de Napalpí.
En 1933 se reorganizó administrativamente la colonia, y un informe de tres años después describía una población de 2.500 indígenas. La colonia siguió sumando grupos y la extensión de la misma llegó a las 20 mil hectáreas. La actividad forestal había prácticamente desaparecido, y cierto progreso llegó a la colonia, visible en la aparición de elementos de confort propios de la población blanca. De todos modos, la mejora no era notable, y desde la Buenos Aires se reclamaba el fracaso de las políticas nacionales.
Al ser provincializado el Territorio Nacional en 1951, la provincia del Chaco tomó la complicada problemática indígena, pero no la administración de la colonia. El primer gobernador Felipe Gallardo se abocó en buena parte a la situación, pero su trabajo se vio interrumpido por la autodenominada Revolución Libertadora que impuso un gobierno militar de facto. El 12 de julio de 1956 el general Pedro Eugenio Aramburu traspasó la reducción a jurisdicción provincial con el nombre de Colonia Aborigen Chaco, con todas sus instalaciones y bienes; al mismo tiempo fue creada la Dirección del Aborigen, de la cual dependería la misma.
La joven vida institucional de la provincia comenzó a despertar la conciencia sobre la situación aborigen, como se comienza a ver en la atención que se otorgaba a la cuestión el periódico resistenciano Reivindicación, o en la primera reunión de la Primera Asamblea Indigenista Chaqueña, llevada a cabo en 1958. En 1963 se formó la Asociación Amigos del Aborigen Chaqueño, quienes intentaron diagnosticar y ofrecer mejoras a la situación. Un informe de esta asociación en los años 1970 relata que poblaban la colonia unas 2900 personas, conformadas en un 80% por pueblos originarios. El 70% de ellos eran colonos que no tenían propiedad sobre la tierra, y carecían de recursos suficientes para el cultivo; la población restante trabajaba en tierras vecinas. Los edificios públicos eran precarios tanto en salud (atendido por un solo enfermero) como en educación; sólo un 36% de los niños en edad escolar asistían al nivel primario, y el analfabetismo llegaba al 60% de la población adulta. Las viviendas casi en su totalidad eran ranchos, sin la higiene necesaria, aumentando el riesgo de enfermedades y epidemias.
Años después algunas medidas comenzaron a revertir los malos índices del lugar, abriendo escuelas bilingües, jerarquizando el puesto de salud y rompiendo el virtual aislamiento de la colonia.

## Población
El aglomerado urbano cuenta con 1272 habitantes (Indec, 2010), lo que implica un crecimiento del 21,7% frente a los 1045 habitantes (Indec, 2001) del censo anterior. Esta cifra la situaba como la aglomeración urbana independiente más poblada de la provincia administrada por un municipio de otra localidad.
| Gráfica de evolución demográfica de Colonia Aborigen Chaco entre 1991 y 2010 |
|                                                                              |
| Fuente: Censos nacionales del INDEC                                          |